# Claude de Vaudrey
Claude de Vaudrey surnommé "le fol", né en 1443 à Chilly-sur-Salins et mort à Lons-le-Saunier en avril 1518 est un militaire, seigneur et chevalier franc-comtois (dit « bourguignon » à l'époque) des XVe et XVIe siècles. Il est connu pour avoir été le défenseur de Gray et Vesoul en 1477 et de Rochefort deux ans plus tard, ainsi que pour ses tournois et joutes dont il est souvent victorieux. Il est le neveu de Guillaume de Vaudrey.

## Histoire
Claude de Vaudrey nait en 1443 dans une illustre famille comtoise au service des ducs-comtes de Bourgogne. Il est le fils d'Antoine de Vaudrey, échanson, conseiller et chambellan du duc-comte de Bourgogne et de Marguerite de Chauffour, Dame de Marnac.  
Claude de Vaudrey commence sa vie militaire vers 1467 où il devient chambellan de Philippe le Bon. Il intègre l'armée de Charles le Téméraire en 1470 et participe au siège d'Amiens, alors ville française, en février 1471, et se mesure en combat particulier avec le cadet de Bueil qu'il blesse grièvement. À la suite de cet événement il reçoit de nombreuses récompenses et privilèges. Il devient ensuite bailli de la Montagne (secteur des montagnes jurassiennes) en 1473, puis est fait Chevalier d'Honneur du parlement de Bourgogne. Il reçoit le fief de Rochefort en 1477.    
Les Vaudrey, comme beaucoup de Comtois, restent fidèles à la princesse Marie de Bourgogne fille de Charles le Téméraire. Leur fidélité à la Bourgogne se manifestera au moment des guerres de Louis XI à partir de 1477. Cette année-là, Guillaume et Claude de Vaudrey sont à la tête de la résistance contre l’annexion.  Il défend Auxonne et repousse avec ses 34 hommes les 500 lances et les 1000 archers de Georges de La Trémoille, seigneur de Craon, commandant des troupes françaises en Bourgogne. Claude de Vaudrey, se distingue à Gray où il oblige Craon, par son action, à lever le siège de Dole (septembre 1477). 
Deux ans plus tard il reprend les armes contre les Français et défend héroïquement son fief de Rocherfort mais en vain. La place tombe et sert de base arrière pour la prise de Dole et la destruction qui en suivit. Cette même année Guillaume son oncle est capturé à Faucogney et exécuté par décapitation. En remerciement de ses services Claude est fait bailli d'Aval (actuel Jura) en 1480. 
Le ralliement des frères Vaudrey à Marie de Bourgogne et à son mari Maximilien aura pour conséquence la confiscation de leurs biens par le roi de France, Louis XI, nouveau maître du comté de Bourgogne. Le traité d'Arras de 1482, qui survient peu de temps après la mort de la comtesse, impose les fiançailles de Marguerite, fille de Marie et Maximilien, avec Charles, dauphin de France. Sa dot comprend entre autres, le comté de Bourgogne. Cependant, comme les possessions des Vaudrey, le fief reviendra à son propriétaire légitime par le traité de Senlis en 1493. 
En 1492 avec 800 cavaliers et quelques fantassins, il reprend Arras. 
Il participe au pas de l'arbre d'or en Flandres en 1468, au tournoi de Valladolid en Espagne et à celui de Lyon où il se mesure au chevalier Bayard en 1500. 
En 1510 il est nommé bailli de Poligny.
Il meurt à Lons-le-Saunier en avril 1518 où il est inhumé dans l'église des Cordeliers. Il s'était marié en premières noces avec Claudine de la Pallud puis en secondes avec Marie de Challant. Il ne laisse aucune postérité.

## Postérité

### Duel avec Bayard
Une légende existe entre Bayard et Claude de Vaudrey. À l'occasion d'un tournoi à Lyon, le jeune Bayard, alors âgé de dix-huit ans, avait osé se mesurer avec le redoutable Claude de Vaudrey, encore dans la force de l'âge et dont le fameux coup de lance pardonnait rarement. Ému par le courage et la gentillesse du futur chevalier "sans peur et sans reproche", Claude de Vaudrey n'abusa pas de sa supériorité et le jeune Bayard sortit honorablement de la rencontre.

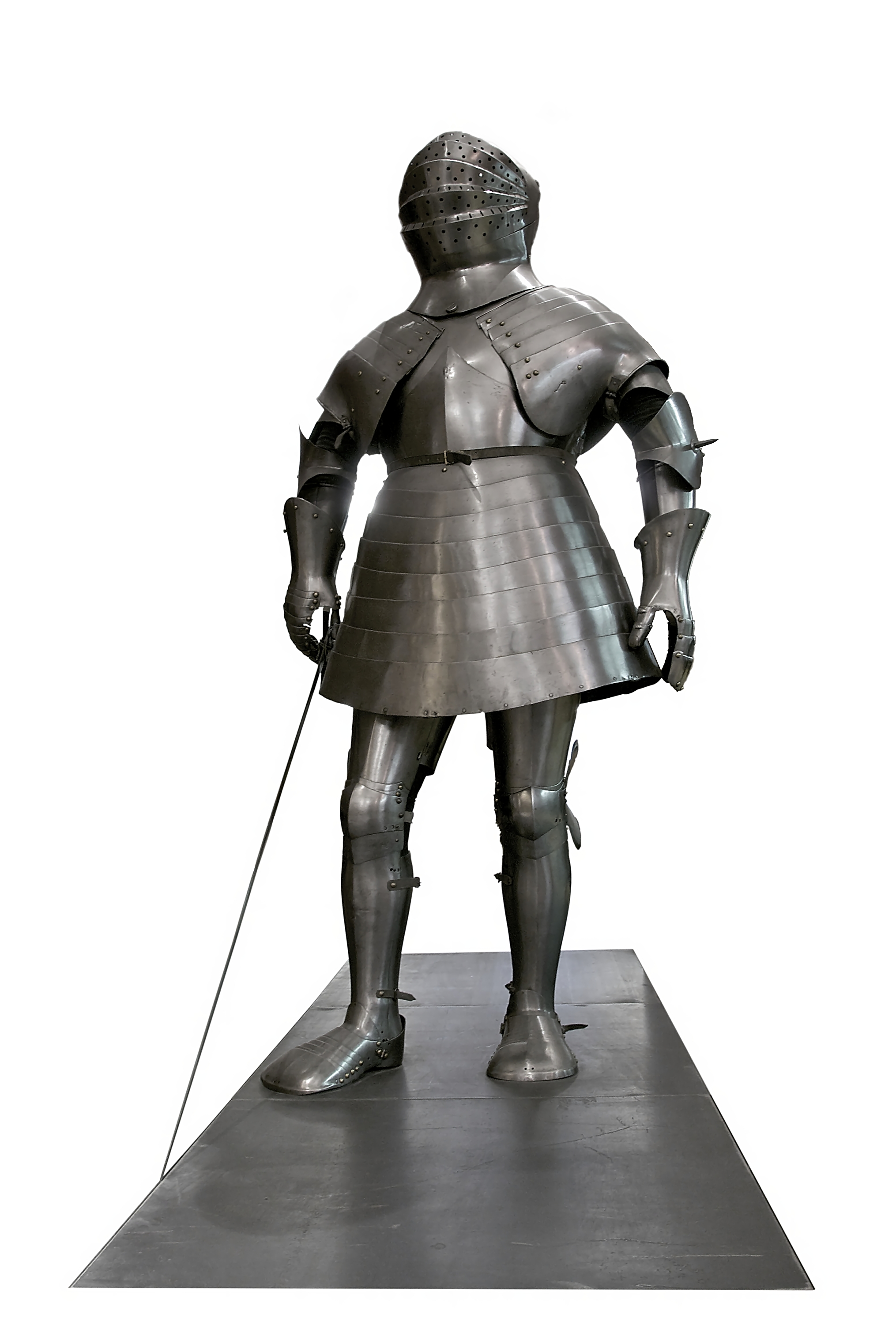
Armure de combat à pied de Claude de Vaudrey

### L'armure de Claude Vaudrey
Le coup de lance des Vaudrey était célèbre au XVe siècle. Claude de Vaudrey, l'un d'eux, surnommé « le Fol » à cause de sa bravoure et de sa témérité. Sa carrure était imposante au vu de la taille de son armure de combat. Celle-ci, réalisée en lames de fer et cuir, fut fabriquée vers 1482 dans un atelier de Milan. Elle est conservée à Vienne en Autriche. 

## Titres de noblesse
Claude de Vaudrey était chevalier-banneret, titre qui lui permettait d'avoir des vassaux et de les réunir lors d'un combat sous sa bannière.
Il était également seigneur de l'Aigle (place forte située près de Chaux-du-Dombief), de Chilly-sur-Salins, de Pontailler-sur-Saône, de Courlaoux et Rochefort-sur-Nenon